# غرايدغورو (موقع)
موقع غرايد غورو دوت كوم (بالإنجليزية: GradeGuru.com)‏ هو موقع إنترنت مجاني يسمح لطلاب الكليات والجامعات بتبادل المدونات الدراسية. يتكون الموقع من قاعدة بيانات تابعة لكليات مختلفة ويحتوي على آلاف من المدونات المدرسية والمحاضرات والمذكرات الدراسية التي كتبها الطلاب أنفسهم وتشمل كل المواضيع الأكاديمية.
يقوم الطلاب برفع مدوناتهم وملاحظاتهم إلى الموقع. ويتبع الموقع نظام تشجيعي يعتمد على منح نقاط تصاعدية بحسب كمية رفع الملفات. ويمكن للمشاركين أن يحولوا نقاطهم إلى دراهم باي بال، أو شهادات نقدية لمطاعم أو فنادق أو ملاهي ترفيهية.

## تاريخها
أنشأ الموقع في المملكة المتحدة في أغسطس من عام 2007 م كوسيلة خدماتية مبتكرة من قبل شركات ماكغرو هيل على أثر نتائج أبحاث مستفيضة حول أساليب تعلم الطلاب. وبعد نمو الموقع بشكل متطرد، أسس موقع آخر عام 2008 م لخدمة الطالب الأميركي.

## فروع المعرفة المشمولة بالخدمة
الهندسة المعمارية، إدارة أعمال وتجارة، كيمياء، فيزياء، علوم الحاسوب، تراث، الجنس، علوم أرضية، تربية وتعليم، هندسة، تاريخ، صحافة، إعلام واتصالات، لغات ولغويات، حقوق، دراسات مكتبية ومتاحف، أحياء، آداب، رياضيات، طب وصحة، فلسفة، علم نفس، إدارة شؤون عامة، دين، علوم وخدمات اجتماعية، علوم الفضاء، الفنون المرئية والعملية.

## التحفيز
يحصل الطلاب مقدما على نقاط عند تحميلهم لأي ملف. ثم يضاف نقاط أخرى عندما يستخدم الملف من قبل طلاب آخرين. يمكن استبدال النقاط بأجر عيني يشمل تحويل نقدي بواسطة باي بال أو شهادات نقدية لمطاعم وفنادق ومدن ملاهي. ونشر مؤخرا أن غرايد غورو ستمنح منحة دراسية للطالب الذي يرفع أكبر عدد من الملفات ذات الجودة العالية.

## مشروعية المحتويات

### عملية المراجعة
مثل كل مواقع الإنترنت الاجتماعية (وب 2.0) فإن رواد موقع غرايد غورو يقومون بمراقبة محتوياته. إذ يقومون بمراجعة وتدقيق وتقييم محتوياته لمنفعة زواره. كما أن محركات البحث لها أفضلية إظهار المدونات الدراسية ذات الجودة العالية.

### السرقات الأدبية
السرقات الأدبية مدار اهتمام كبير للمؤسسات التعليمية والطلاب. وقوانين غرايد غورو واضحة في هذا المجال والتي تمنع القيام بها بشكل كامل الوضوح. كما يقدم الموقع خدمات مجانية لتوجيه الطلاب وشرح كيفية تفادي الوقوع بهذه الأخطاء. كما يستعمل أدوات تقنية لكشف التلاعب والسرقات الأدبية. كما يشترط الموقع أن يكون العمل المرفوع من تأليف الطالب بشكل كامل.

## مواقع خارجية
- موقع غرايدغورو الأميركي
- موقع غرايدغورو في المملكة المتحدة
- موقع غرايدغورو الأميركي - صفحة الحوافز
- موقع غرايدغورو المملكة المتحدة - صفحة الحوافز
- مقاييس مجتمع غرايد غورو